# ناظم صديقي
ناظم صديقي (Nazim Siddiqui) (ولد في 17 أكتوبر 1994) لاعب كريكيت هندي. قام بأول ظهور له في الدوري الأول لـ جاخاند في كأس رانجي 2017-18 في 6 أكتوبر 2017.  

## روابط خارجية
- ناظم صديقي على موقع إي آس بي آن كريك إنفو (الإنجليزية)